# Хокеј на трави на Летњим олимпијским играма 2012.
Такмичења у хокеју на трави на 29. Летњим олимпијским играма у Лондону 2012. године одржавала су се 14 дана почевши од 29. јула, а завршена су финалним утакмицама 10 и 11. августа. Утакмице су се играле на Ривербанк арени у Лондону.
На такмичењу у хокеју на трави учествовале су по 12 екипа у женској и мушкој конкуренцији, који су морали проћи кроз квалификациона такмичења, осим екипа земље домаћина који се као такав директно квалификовао.

## Календар такмичења
| К | Квалификације | ½ | Полуфинале | Ф | Финале |

| Дисциплина↓/Датум → | 29. јул | 30. јул | 31. јул | 1. август | 2. август | 3. август | 4. август | 5. август | 6. август | 7. август | 8. август | 9. август | 10. август | 11. август |
| ------------------- | ------- | ------- | ------- | --------- | --------- | --------- | --------- | --------- | --------- | --------- | --------- | --------- | ---------- | ---------- |
| Мушкарци            |         | К       |         | К         |           | К         |           | К         |           | К         |           | ½         |            | Ф          |
| Жене                | К       |         | К       |           | К         |           | К         |           | К         |           | ½         |           | Ф          |            |

## Систем такмичења
У првом делу екипе играју у две групе по једноструком лигашком систему. За победу се добију три бода, за нерешено један бод, а за пораз нула бодова. 
Критеријуми за пласман су: освојени бодови, број победа, гол-разлика, постигнути голови, међусобни сусрет. Ако се ни после свих ових критеријума не може одредити пласман, организује се такмичење у извођењу казнених удараца
Прве две екипе из обе групе пролазе у полуфинале где играју мечеве по унакрсном систему (1А-2Б и 1Б-2А). Остали доигравају за пласман.

## Биланс медаља
*   Домаћин ( Уједињено Краљевство)
| Позиција   | Држава                | Злато | Сребро | Бронза | Укупно |
| ---------- | --------------------- | ----- | ------ | ------ | ------ |
| 1          | Холандија             | 1     | 1      | 0      | 2      |
| 2          | Немачка               | 1     | 0      | 0      | 1      |
| 3          | Аргентина             | 0     | 1      | 0      | 1      |
| 4          | Аустралија            | 0     | 0      | 1      | 1      |
| 4          | Уједињено Краљевство* | 0     | 0      | 1      | 1      |
| Укупно (5) | Укупно (5)            | 2     | 2      | 2      | 6      |

## Спортски објекат
| Ривербанк арена  |
| ---------------- |
|                  |
| Капацитет:15.000 |